# Haliclona fascigera
Haliclona fascigera är en svampdjursart som först beskrevs av Hentschel 1912. Haliclona fascigera ingår i släktet Haliclona, och familjen Chalinidae. Inga underarter finns listade i Catalogue of Life.